# Ilhas Achziv
As ilhas Achziv(em hebraico:  איי אכזיב) (também chamadas ilhas da Praia Achziv) são um arquipélago de duas ilhas desabitadas no Mar Mediterrâneo, chamadas Achziv e Sgavion, e de um recife na costa de Israel. Cada ilha tem apenas poucas centenas de metros quadrados de área, e o recife é composto por uma cenenta de pequenos blocos calcário. As ilhas são administradas pelo kibbutz Rosh Hanikra e estão protegidas por serem santuários para aves.